# Lomatogonium chumbicum
Lomatogonium chumbicum är en gentianaväxtart som först beskrevs av Isaac Henry Burkill, och fick sitt nu gällande namn av H. Smith apud S.Nilsson. Lomatogonium chumbicum ingår i släktet stjärngentianor, och familjen gentianaväxter. Inga underarter finns listade i Catalogue of Life.